# Asedio de Zierikzee (1576)
El asedio de Zierikzee se desarrolló durante la Guerra de los Ochenta Años entre finales de octubre de 1575 y el 2 de julio de 1576, cuando entran las tropas españolas.
Al poner sitio Mondragón a la ciudad, Zierikzee había tenido tiempo suficiente para preparar sus defensas, ya que el anterior de Bommenede (5 al 25 de octubre) le había costado 20 días, que era un tiempo largo para una ciudad relativamente pequeña.

## El asedio
Los españoles no pudieron asaltar Zierikzee y, por lo tanto, trataron de cortar todos los suministros a la ciudad. Hasta febrero de 1576, a pesar del intenso fuego español sobre la ciudad, pequeñas embarcaciones holandesas pudieron llegar a ella y abastecerla. Los defensores también hicieron varias incursiones que causaron bajas y daños al ejército español. En marzo los españoles habían sellado todo acceso a la ciudad.
Los holandeses, bajo el mando del almirante Lodewijk van Boisot y Guillermo de Orange, hicieron tres intentos para romper el sitio. El 11 de abril se libró una importante batalla naval, pero terminó de forma indecisa. Un segundo ataque el 27 de mayo falló porque los españoles habían sido advertidos. Además, el Almirante Boisot fue asesinado. Después de un tercer intento fallido, los holandeses se retiraron el 13 de junio.
El hambre forzó ahora a los defensores a iniciar negociaciones, que concluyeron el 29 de junio. La guarnición pudo abandonar la ciudad, pero Zierikzee tuvo que pagar 100 000 gulden. La ciudad fue ocupada por los españoles pero el 12 de julio estalló un motín en las tropas españolas, que no habían recibido su paga largamente esperada y prometida. Extorsionaron dinero y bienes de la población y abandonaron Zierikzee el 3 de noviembre. Se dirigieron a Brabante y Mondragón no tuvo otra opción sino seguir a sus tropas.

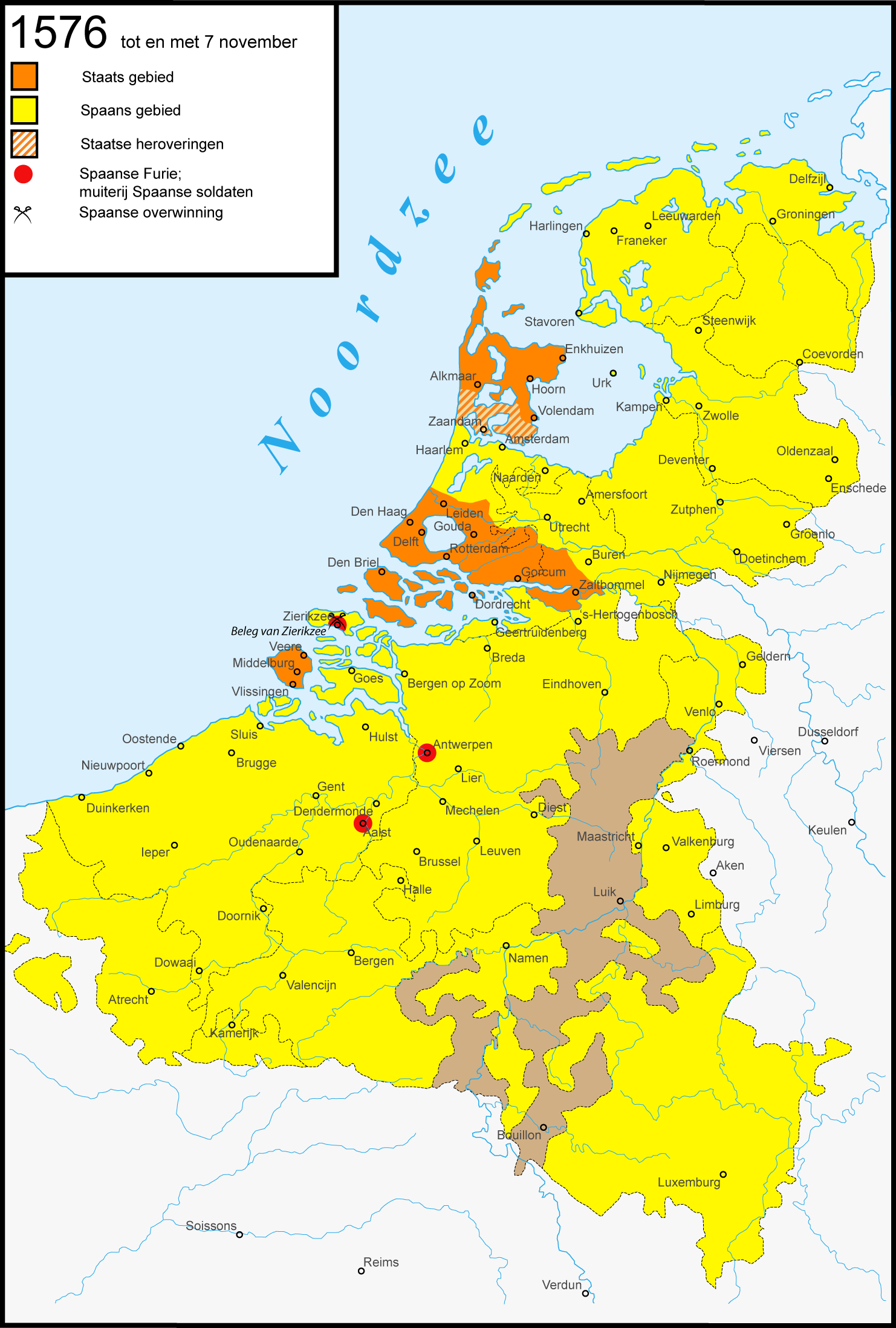
Los Países Bajos en 1576 justo después de la toma de Zierikzee
Los Países Bajos un año después de los motines